# لابينك (إزار)
لابينك هي بلدية في إزار في أوفيرن-رون ألب منطقة جنوب شرق فرنسا.